# Саакян, Гурген Серобович
Гурге́н Серо́бович Саакя́н (арм. Գուրգեն Սերոբի Սահակյան; 10 сентября 1913, Сарнахпюр, Российская империя — 26 марта 2000, Ереван) — советский и армянский физик-теоретик, астрофизик, доктор физико-математических наук (1963), профессор (1964).
Академик АН Армянской ССР (1982), заслуженный деятель науки Армянской ССР (1970).

## Биография
Родился в селе Сарнахпюр (в то время — Анийский район) Армении. В 1939 году окончил Ереванский государственный университет и с того же года начал работать в нём. Участник Великой Отечественной войны, в 1945 году был награждён орденом Красной Звезды. После войны вернулся к работе в Ереванском университете, с 1950 года — заведующий кафедрой теоретической физики, в 1967—1972 годах — декан физического факультета. В 1950—1962 годах работал в Ереванском физическом институте, в 1962—1970 годах — в Бюраканской астрофизической обсерватории.
Основные труды в области теории сверхплотных небесных тел. Совместно с В. А. Амбарцумяном впервые провёл систематическое исследование термодинамических свойств веществ при плотностях порядка и выше ядерной, построил модели звезд из вырожденного газа барионов. Ввёл в рассмотрение понятие о гиперонных звёздах.
Первым стал изучать структуру нуклонов путём анализа углового распределения электронов при упругом рассеянии их на нуклонах. Изучил роль {\displaystyle \pi -}мезонов в термодинамике вырожденного звёздного вещества. Установил наличие эффекта пионизации взамен ранее предполагавшегося эффекта нейтронизации, а также существование фазового перехода из электронно-ядерной плазмы в состояние сплошного ядерного вещества, сопровождаемого скачком плотности примерно в 500 раз.

## Награды
- Орден Ленина (20.08.1986).
- Орден Отечественной войны 2 степени (6.04.1985)[2].
- Орден Красной Звезды (28.09.1945).
- Орден Дружбы народов (17.06.1981)[3].
- Медаль «В ознаменование 100-летия со дня рождения Владимира Ильича Ленина» (1970).
- Медаль «За победу над Германией в Великой Отечественной войне» (30.09.1945)[4].
- Заслуженный деятель науки Армянской ССР (23.12.1970)[5].

## Публикации
- Саакян Г. С. Основы релятивистской теории гравитации (Учебно-вспомогательное пособие). — Ереван: Издательство Ереванского университета, 1987.
- Саакян Г. С. Пространство — время и гравитация. — Ереван: Издательство Ереванского университета, 1985.
- Саакян Г. С. Физика нейтронных звезд. — Ереван: Издательство Ереванского университета, 1995.